# Kleine kraagparadijsvogel
De kleine kraagparadijsvogel (Lophorina minor) is een soort uit de familie paradijsvogels (Paradisaeidae). Het is een endemische vogelsoort uit Papoea-Nieuw-Guinea. De soort is op grond van in 2017 gepubliceerd DNA-onderzoek afgesplitst van de grote kraagparadijsvogel (L. superba). De vogel werd in 1885 door Edward Pierson Ramsay als ondersoort beschreven.

## Verspreiding en leefgebied
De kraagparadijsvogel komt voor in het bergland van Papoea-Nieuw-Guinea in het zuidoostelijk gelegen schiereiland (de "staart").

## Status
De grootte van de populatie is niet gekwantificeerd maar de soort wordt omschreven als schaars. Op de Rode lijst van de IUCN heeft deze soort de status niet bedreigd.